# Thomas Schönauer

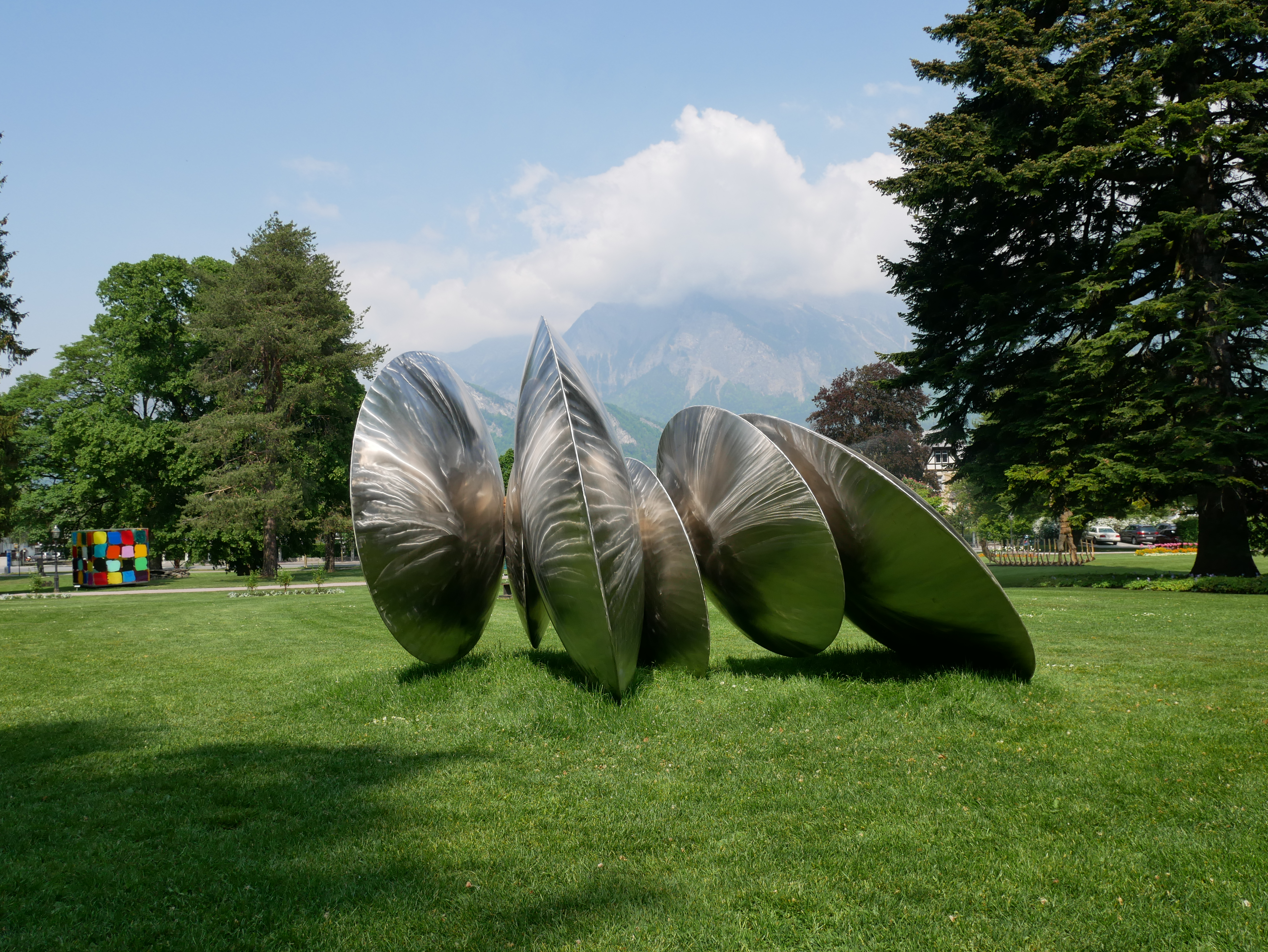
Thomas Schönauer, Cultivator II, 2017, Edelstahl, Bad Ragaz 2018 (c) Thomas Schönauer

Thomas Schönauer (* 1953 in Düsseldorf) ist ein deutscher bildender Künstler. Seine Werke sind sowohl im öffentlichen Raum als auch in privaten und institutionellen Sammlungen vertreten.

## Leben
Schönauer absolvierte zwischen 1974 und 1978 ein Studium der Germanistik, Romanistik und Philosophie an der Heinrich-Heine-Universität zu Düsseldorf. Von 1975 bis 1978 war er außerdem Assistent im Bildhaueratelier Friederich Werthmanns in Düsseldorf. Seine Kunststudien intensivierte er durch einen Aufenthalt am Manitoba Institute of Design, Winnipeg, Kanada und engen Kontakt zur Düsseldorfer Kunstakademie und ihren Persönlichkeiten. Seit 1978 betreibt er ein eigenes Atelier in Düsseldorf und lebt mit seiner Familie in Düsseldorf-Kaiserswerth. 2011 wurde Schönauer in den Gestaltungsbeirat der Uniklinik Düsseldorf berufen. 2012 wurde er zum außerordentlichen Mitglied des BDA (Bund Deutscher Architekten) ernannt.

## Künstlerisches Wirken

### Bildhauerei
Typisch für Schönauers Werk sind lackierte Stahlskulpturen. Dass hier Metall als Untergrund einer Farbschicht dient, stellt sich erst bei näherer Betrachtung heraus. Unterschiedlichste Arbeiten bilden die Grundlage seines Gesamtwerks, darunter Experimente mit Kupferassemblage, Raumverspannungen mit Seilen und Elastikbändern, eine Serie Kommunikation, Baumstämme in Stahlstabskulpturen, metaphysische Skulpturen sowie elementare Geometrie und Metaphysik. Schönauers zentrales Thema ist das Zusammenspiel von Stoff und Vakuum, Körper und Geist.
Seit 1988 erweiterte der Künstler sein Werk durch Klangskulpturen I, Geometrie und in Klang transformierte Astronomie. Im Jahr 1990 folgten multimediale Environments zum Themenbereich Ökologie, 1993 Klangskulpturen II, amorphe Metallkörper und Vokalintonationen. 1995 entstand der materielle und der immaterielle Raum als mehrteiliges, skulpturales Ensemble. 2001 formulierte Schönauer das Thema „Dynamik – Equilibrium“ als farbige Stahlarbeiten im Kontext Schwingung, Masse und Gleichgewicht. 2004 kreierte der Künstler die Serie „space paintings on steel“ als Raumkörper aus Lack und Edelstahlblech. Er nahm an zahlreichen Projekten und Wettbewerben im In- und Ausland teil, z. B. in Europa, Nord- und Südamerika, Indien, Afrika und im Nahen Osten.

### Malerei
Neben der Bildhauerei beschäftigt sich Thomas Schönauer mit der Malerei. Dieser Arbeitsbereich entstand aus der Idee, vom Zweidimensionalen der Tusch- oder Aquarellzeichnung zu einer dreidimensionalen Objekthaftigkeit der Malerei zu kommen. Als Grundlage bedient sich der Künstler des Stahls, auf den er nicht-flächiges Material in Form von Lacken aufträgt. Die Räumlichkeit erreicht er sowohl durch die Schichtung des Materials, als auch durch den Inhalt der Gemälde. Die Farbe selbst wird zur Form.

### CT-Paintings und CT-Universe
In der Serie CT-Paintings (computer tomography paintings) wendet sich Schönauer hin zu einer ausdrucksstarken Polychromie, die durch Epoxydharz mit Quarzsand und Flüssigpigmenten erreicht wird. Eine besondere Farbintensität wird durch ein Finish aus Acryllack gegeben. Zum Ausdruck kommt die Präsentation ganzer Farb-Landschaften.

## Skulpturen im öffentlichen Raum
- 1984 Kommunikation2, Johanniterstraße, Duisburg
- 1988 Energie-Pyramide, Rheinturm, Düsseldorf
- 1992 Multimedia Installationen, Aquarius-Wassermuseum, Mülheim an der Ruhr

Cacique, Escola de Arte Visuais Parque Lage, Rio de Janeiro, Brasilien
- 1996 17/96, Columbia-TTI, São Paulo, Brasilien
- 2000 Milestones Urstele, Staatskanzlei NRW, Düsseldorf
- 2001 Media-Mobile, Media Skulptur BBDO-Gruppe, Düsseldorf

Milestones 13/99, Middelburg, Niederlande
Milestones 16/99, Frankfurt a.d. Oder
- 2002 Excentric Dynamic, Skulptur Deutsche Bahn AG, Sony Center, Berlin

5/2001, Kulmer Straße, Duisburg
- 2004 Das runde Rechteck, Skulpturen/Photoinstallation mit Stefan Lindauer, Rhenus Logistics, Holzwickede

Check-in, Rheumazentrum Ruhrgebiet, Herne
- 2006 BatlasII, Skulptur auf dem Campus der Heinrich-Heine-Universität, Düsseldorf

Millstone, Karl-Gieseking-Platz, Sulingen
Seven Pillars, mit Michael Burges,Radisson SAS Hotel, Media Harbour, Düsseldorf
- 2008 Skink, Skulptur im neuen Stadtviertel 'Quartis Les Halles', Düsseldorf

Tratlas II, Jumeirah Palm, Dubai
- 2010 Rigistones, Weggis, Schweiz
- 2011 Purple Sky, Gartenhof Küsters, Neuss
- 2016 Himmelskreuz, Wittenberg
- 2018 Invader IV, Mönchengladbach
- 2019 Cultivator 4, Duisburg

## Einzelausstellungen
- 2018/19 Kunst Inspiration Wissenschaft. Thomas Schönauer - The Engineering Artist, Haus der Universität, Düsseldorf
- 2018 Secret Ingredients, Engelage & Lieder, Düsseldorf
- 2016 Inner Logic, Engelage & Lieder, Düsseldorf
- 2015 Thomas Schönauer – Skulptur und Malerei, Städtische Galerie Schloss Neersen, Willich
- 2014 Raumfarbenspiel – Die Vereinigung der Gegensätze, GRS-Art House in Kooperation mit ‚Sans Titre’, Potsdam, The engineering Artist, Foyer VDI-Haus, Düsseldorf
- 2013 Nuovo Labore, Galleria Plurima, Udine, Landscape-seascape-spacescape, Galerie Biesenbach, Köln, Von schwarzen Löchern und anderen Sternen, Galerie Freitag, Aachen
- 2012 Universe, Galerie Schwenk, Castrop-Rauxel, micro-macro, Museum Burg Vischering, Coesfeld
- 2011 Thomas Schönauer, 125. Geburtstag von Mies van der Rohe, in Zusammenarbeit mit Sascha Berretz and W. Blaser, Galerie Freitag 18.30, Aachen, CT-Universe, Merck Finck & Co Bank, Düsseldorf
- 2010 Raumguss, Galerie Reitz, Köln
- 2009 Nuove Labore, Galleria Plurima, Udine, Italien; Ausstellung mit Sascha Berretz, Galerie Freitag 18.30, Aachen; Atompops, Highlights der Physik, Gürzenich, Köln; Zeit ist Farbe, Galerie LS, Nürnberg
- 2008 2008+, Galerie Noack, Mönchengladbach
- 2007 Skyfall – vom Himmel gefallen, Villa Heusgen, Krefeld; Galerie Wende Art, Düsseldorf/Krefeld
- 2006 Ausstellung mit Michael Burges, Galerie Winter, Wiesbaden; Siebai, Galerie Nicols, Düsseldorf
- 2005 Nuove Labore, Galleria Plurima, Udine, Italien; Zweieinhalbdreidimensional, Galerie Schüppenhauer, Köln
- 2004 Leichtkraft, anders-Galerie im Stilwerk, Düsseldorf; Ausstellung mit Michael Burges, Galerie Pascal Vanhoecke, Cachan, Paris,
- 2003 Zustände, APC Galerie Fribourg, Schweiz
- 2002 Matter, Energy and Space, Ausstellung mit Michael Burges; Galerie Lea Gredt, Luxembourg; Die Welt hinter den Dingen, Mercatorhalle, Duisburg
- 2001 Galleria Plurima, Udine, Italien
- 2000 und sie drehen sich doch, I, APC Galerie, Köln: Köln Skulptur I, Art-Cologne, Köln
- 1999 wer rastet, der rostet nicht, mit Eva Ohlow, Galerie Baumgarte, Bielefeld
- 1998 Vice Versa, mit Manfredo de Souzanetto, Galerie Lekon, Essen
- 1995 Galeria Plurima, in Zusammenarbeit Norbert Frensch, O2 oder 3, APC Galerie, Kölb, IN AND OUT, in Zusammenarbeit mit Peter Kowald, Museu de Belas Artes, Rio de Janeiro  IN AND OUT, in Zusammenarbeit mit Peter Kowald, Museu da Escultura Brasileira, São Paulo  IN AND OUT, in Zusammenarbeit mit Peter Kowald, Palácio das Artes, Belo Horizonte   IN AND OUT, in Zusammenarbeit mit Peter Kowald, Museu do Estado de Pernambuc
- 1993 IN AND OUT, in Zusammenarbeit mit Peter Kowald, Galerie Artco, Leipzig  IN AND OUT, APC Galerie, Köln   IN AND OUT, Galerie b., Paderborn
- 1992  Cacique, Escola de Artes Visuais do Parque Lage, Rio de Janeiro, Brasilien
- 1991 Vishwa, Skulpturenmuseum Glaskasten Marl
- 1990 Vishwa, mit Klaus Gendrung, Museum Morsbroich, Leverkusen

## Gruppenausstellungen
- 2017 Künstler der Galerie LandskronSchneidzik, Galerie LandskronSchneidzik, Nürnberg
- 2016 Between Medium and Form, mit Heiner Nitsch und Ralph Richter, Engelage & Lieder, Düsseldorf, The International Art Project 2016, Edition French Riviera, Chateau des Terrasses, Monaco, The Innovation Art Project 2016 Hamburg, Fabrik der Künste, Hamburg
- 2015 Orti del Paradiso, Fundazione Filatoio, Caraglio
- 2014 Mythos Wald, Haus Beda, Bitburg
- 2013 Schwarz – Weiß, Galerie Freitag 18:30, Aachen, The Flying Cubes, Museum Kunstpalast, Robert Schumann Saal, Stiftung Museum Kunstpalast, Düsseldorf, Blaue Fatamorgana, 1000 Dosen und eine Illusion, in Zusammenarbeit mit Andreas Kipar, Landschaftsarchitektur LAND, IGS (International Garden Show) Hamburg,  Mailand
- 2012 Sculpture-Triennale Bad Ragaz, Bad Ragaz, Plurima propone, Galleria Plurima, Udine; Ostrale, Dresden
- 2011 Ostrale, Dresden; Galerie Freitag 18.30, Aachen
- 2010 540°, Museum für zeitgenössische Kunst, Niteroi, Rio de Janeiro, Brasilien; Museum für Moderne Kunst, Salvador do Bahia, FAAP, Sao Paulo; Museum Oscar Niemeyer, Curitiba, Palácio das Artes, Belo Horizonte
- 2009 Auguri, Galleria Plurima, Udine, Accrochage, Galerie Reitz, Köln
- 2008 12 am Ring, Wiesbadener Kunstsommer, Wiesbaden
- 2007 Arbres d’Acier, Château de Jehay, Belgien, Kulturhauptstadt Europa 2007 – Großraum Luxemburg
- 2006 Abel, Bolenz, Burges, Droese, Göhringer, Gross, Heerich, Ronkholz, Schönauer, Wolkenar; Monos Art Gallery, Lüttich, Belgien; Das Schicksal des Paradieses liegt in seiner Geometrie, Kunstverein Kunst im Schloss, Untergröningen; SculpTour 2006, Galerie Beukenhof, Belgien
- 2005 Dal 2 Juglio 2005, Galleria Plurima, Udine, Italien; Abstract im Raum, Wolfgang Schäfer und Gäste, CON-SUM, Düsseldorf; Nistkastenprojekt, Schloss Rullingen, Borgloon, Belgien; Galerie Noack, Mönchengladbach; Papiers d’hivers, Monos Art Gallery, Lüttich, Belgien
- 2004 Papiers d’hivers, Monos Art Gallery, Lüttich, Belgien
- 2003 Sabara, 5. Architekturbiennale, mit Joao Diniz, São Paulo, Brasilien
- 2001 Plan 01, Forum aktueller Architektur in Köln; APC Galerie, Köln
- 2000 Museu de Agua de Pampulha, Museu de Arte, Belo Horizonte
- 1998 Über die Grenze von Form, Karl-Hofer-Gesellschaft, Berlin; Nuove Contaminazioni, Galleria d’Arte Moderna, Udine, Italien; No comment, APC Galerie, Köln
- 1997 Über die Grenze von Form, Paço Imperial, Rio de Janeiro, Brasilien; Casas das Rosas, São Paulo; Palácio Das Artes, Belo Horizonte; Künstler der Galerie Plurima, Udine; Künstler der Galerie Lekon, Essen; No limite da forma, Galeria Marília Razuk, São Paulo
- 1994 Pédakondji, Grassi Museum, Leipzig; Städtische Galerie, Prien; Kunsthaus Hamburg
- 1993 Pédakondji, Kunstpalast Ehrenhof, Düsseldorf; Auszeit der Demokratie, Halle Kalk, Köln
- 1992 Afrikanisch-Europäische Inspiration, Goethe-Institut, Lomé, Togo; Centre Culturel Francais, Lomé; A.T.W. body in bublic, Galerie Arting, Köln
- 1991 A.T.W. Past-Present-Future, Museo de Artes Plasticas, Montevideo, Uruguay; A.T.W. Past-Present-Future, Skulpturenmuseum Glaskasten Marl; A.T.W. sounding room, Amsterdam, New York, Kapstadt
- 1990 A.T.W. Past-Present-Future, PS1 Museum, New York; A.T.W. Past-Present-Future, Museu de Arte Moderna, Rio de Janeiro; Bilder vom Neuen Deutschland, Kunsthalle Düsseldorf
- 1989 A.T.W. Past-Present-Future, Langage-Plus Museum, Québec, Kanada
- 1987 A.T.W. THE TWO-DIE ZWEI, Dia-Projektion im öffentlichen Raum, Düsseldorf; A.T.W. THE TWO-DIE ZWEI, Dia-Projektion im öffentlichen Raum, New York
- 1986 die Torte, Kunstmuseum Düsseldorf; Quirl, Künstlersymposium, Jagenbergfabrik, Düsseldorf
- 1980 Ausstellung Advance-Galerie, Düsseldorf

## Soziales Engagement
Angeregt durch die Teilnahme am UNO Earth Summit, der 1992 in Rio de Janeiro stattfand, gründete Thomas Schönauer mit Rainer Zimmermann und anderen Freunden die Hilfsorganisation favela education. Ziel der Organisation ist die langfristige Förderung schulischer und außerschulischer Bildung von Kindern aus halbwegs intakten Familienverhältnissen in den Favelas von Rio de Janeiro. Die Hilfsorganisation kooperiert mit dem Netzwerk Jugend 3. Welt der Salesianer Don Boscos und Human Network Brasil der Eckes Familienstiftung.